# (1965) van de Kamp
(1965) van de Kamp (aussi nommé 2521 P-L) est un astéroïde de la ceinture principale, découvert le 24 septembre 1960 par Cornelis Johannes van Houten et Ingrid van Houten-Groeneveld à Leyde, d'après des plaques de Schmidt faites à l'observatoire Palomar, par Tom Gehrels.
Il a été nommé en hommage à Peter van de Kamp, astronome néerlandais.